# Bulbophyllum conspersum
Bulbophyllum conspersum là một loài phong lan thuộc chi Bulbophyllum.